# Isopterygium limatum
Isopterygium limatum là một loài Rêu trong họ Hypnaceae. Loài này được (Hook. f. & Wilson) Broth. mô tả khoa học đầu tiên năm 1908.